# Lomtjärnen (Skellefteå socken, Västerbotten, 720179-171303)
Lomtjärnen är en sjö i Skellefteå kommun i Västerbotten och ingår i Skellefteälvens huvudavrinningsområde. Sjön är 3,5 meter djup, har en yta på 0,06 kvadratkilometer och befinner sig 242 meter över havet.